# Vaike Paduri
Vaike Paduri (até 1930 Kalkun; 1930-1941 Kaljuvee; 19 de agosto de 1911 - 30 de julho de 1995) foi uma patinadora artística e treinadora de patinagem artística estoniana.
Ela nasceu no município rural de Taheva, condado de Valga. Em 1954 formou-se na Universidade Estatal Nacional de Educação Física, Desporto e Saúde de Lesgaft. Ela começou os seus exercícios de patinagem quando tinha 15 anos. O seu treinador foi Eduard Hiiop.
Em 1945 ganhou o campeonato da União Soviética de patinagem artística. Ela também foi várias vezes campeã da Estónia em diversas modalidades de patinagem artística.
Em 1967, ela foi nomeada Treinadora de Mérito da RSS da Estónia.